# 394 aC
El 394 aC va ser un any del calendari romà prejulià. Durant la República Romana i l'Imperi, era conegut com a any del tribunat de Camil, Publícola, Medul·lí, Regil·lensis, Mamercí i Escipió (o, més rarament, any 360 ab urbe condita). L'ús del nom «394 aC» per referir-se a aquest any es remunta a l'alta edat mitjana, quan el sistema Anno Domini va ser el mètode de numeració dels anys més comú a Europa.

## Esdeveniments

### Grècia
- En el conflicte de la Guerra de Corint entre Esparta per una banda i per l'altra una coalició de Tebes, Atenes, Corint i Argos, aquell any va tenir loc l'anomenada batalla de Nèmea, en territori corinti, en el llit sec del riu Nèmea. La batalla va ser una victòria decisiva per Esparta.[2]
- A la Batalla de Coronea, que va tenir lloc a continuació, es van enfrontar Esparta i els seus aliats, comandats pel rei espartà Agesilau II, contra una força de tebans i argòlides que intentaven bloquejar la seva marxa cap al Peloponnès.[3] La batalla va acabar amb la victòria espartana.[4]
- Batalla de Cnidos, una operació conjunta entre l'Imperi Aquemènida i Atenes contra la flota d'Esparta durant la Guerra de Corint. La flota persa, dirigida per l'almirall atenenc Conó, va destruir completament la flota espartana dirigida pel general Pisandre, que no tenia prou experiència en operacions navals. La batalla va posar fi a l'intent espartà d'aconseguir la supremacia naval.[5]
- Agesípolis I succeeix al seu pare Pausànias, enviat a l'exili, quan encara és menor d'edat. Va regnar conjuntament amb Agesilau II.[6]

### Sicília
- Dionís el vell tirà de Siracusa va restaurar Messana, i Rhegio preocupada per aquesta reconstrucció, va establir a Miles els exiliats de Naxos i Catana per a crear un contrapoder al siracusà, però el pla va fracassar perquè Rhegio va ser derrotada i Messana va recuperar Miles.[7]

### Roma
- Aquell any són elegits sis tribuns amb potestat consular: Marc Furi Camil, Luci Valeri Publícola, Luci Furi Medul·lí, Espuri Postumi Albí Regil·lensis, Gai Emili Mamercí i Publi Corneli Escipió.[8]
- Marc Furi Camil conquereix Falerii, i sotmet finalment als faliscs.[9]
- Postumi Albí Regil·lensis dirigeix la guerra contra els eqües, que inicialment el vencen però finalment els va derrotar completament.[10]
- Els romans tornen a ocupar Verrugo, una antiga ciutat dels volscs, i estableixen una guarnició dirigida per Gai Emili Mamercí, que la va perdre aviat després de la derrota de l'altre tribú Espuri Postumi Albí Regil·lensis.[11]